# غليساندو

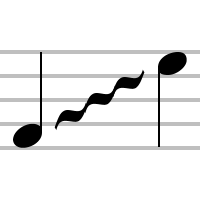

المنزلق أو غليساندو (بالإيطالية: glissando) مصطلح موسيقي تجنيسي، وارد من المصطلح الفرنسي glisser، ويعني حرفيا الانزلاقة وهي الانتقال الممتد والمتصل من نوطة إلى أخرى، أو الانتقال من نوتة إلى أخرى بواسطة نوتات وسيطة سواء صعودا بالارتفاع أو هبوطا بواسطة خفض الصوت، ويتم بكيفية متصلة ومتدرجة.